# Cenários alternativos de abiogênese
Um cenário é um conjunto de conceitos relacionados pertinentes a origem da vida (abiogênese) ou biopoese, termo que tem origem no grego antigo e é formado pela junção das palavras bios (vida) e poiesis (criação), tal como o mundo ferro-enxofre.  Muitos cenários alternativos de abiogênese tem sido propostas por cientistas de vários campos a partir da década de 1950, numa tentativa de explicar como os mecanismos complexos da vida poderiam ter surgido.  Isso inclui hipóteses de ambientes antigos que podem ter sido favoráveis à origem da vida e possíveis mecanismos bioquímicos.

## Um cenário
O bioquímico Nick Lane propôs um cenário possível para a origem da vida que integra muitas das evidências disponíveis da bioquímica, geologia, filogenia e experimentação:

Protocélulas em contato com uma fina barreira rochosa em uma fonte hidrotermal recebem um suprimento gratuito de energia do gradiente de pH.[2]
Protocélulas em uma fonte hidrotermal podem crescer adicionando ácidos graxos à sua membrana e outras substâncias orgânicas ao seu citoplasma.[3]
Nucleotídeos em uma protocélula em uma fonte hidrotermal podem polimerizar em sequências aleatórias de RNA. Qualquer um que tenha até mesmo uma leve atividade catalítica favorecerá o crescimento e a replicação de suas protocélulas, um começo para a seleção natural.[4]
Uma protocélula distante de uma fonte hidrotermal deve criar sua própria força protônica, como por exemplo, pela divisão do sulfeto de hidrogênio.[5]
A ferredoxina catalisa a divisão do sulfeto de hidrogênio, sua primeira sequência de aminoácidos repetida, talvez codificada por um código genético incompleto.[6]
A fotossíntese anoxigênica, usando sulfeto de hidrogênio, acabou com a necessidade de escasso hidrogênio.[6]
Os primeiros heterótrofos usavam a respiração do ciclo de Krebs; depois, a fotossíntese oxigenada proporcionou total independência da energia vulcânica.[6]

## Ambientes
Muitos ambientes foram propostos para a origem da vida.

### Salinidade flutuante: diluição e secagem
Harold Blum observou em 1957 que se cadeias de proto-ácidos nucleicos formam espontaneamente estruturas duplas, então não há como dissociá-las.
A hipótese de Oparin-Haldane aborda a formação, mas não a dissociação, de polímeros de ácido nucleico e duplexos.  Entretanto, os ácidos nucleicos são incomuns porque, na ausência de contra-íons (baixo teor de sal) para neutralizar as altas cargas nos grupos fosfato opostos, o duplexo de ácido nucleico se dissocia em cadeias simples.  As primeiras marés, impulsionadas pela proximidade da Lua, podem ter gerado ciclos rápidos de diluição (maré alta, sal baixo) e concentração (secagem na maré baixa, sal alto) que promoveram exclusivamente a replicação de ácidos nucleicos através de um processo denominado reação em cadeia das marés (abreviado na literatura em inglês como TCR, tidal chain reaction).  Esta teoria foi criticada com base no facto de as primeiras marés poderem não ter sido tão rápidas, embora a regressão dos valores atuais exija uma justaposição Terra-Lua em torno de dois Ga (bilhões de anos), para a qual não há evidências, e as primeiras marés podem ter ocorrido aproximadamente a cada sete horas.  Outra crítica é que apenas 2–3% da crosta terrestre pode ter sido exposta acima do mar até o final da evolução terrestre.
A teoria da reação em cadeia de maré tem vantagens mecanicistas sobre a associação/dissociação térmica em fontes hidrotermais profundas porque requer que a montagem da cadeia (polimerização orientada por molde) ocorra durante a fase de secagem, quando os precursores estão mais concentrados, enquanto o ciclo térmico requer que a polimerização ocorra durante a fase fria, quando a taxa de montagem da cadeia é menor e os precursores provavelmente estão mais diluídos.

### Lagos de água doce quente
Jack W. Szostak sugeriu que a atividade geotérmica oferece maiores oportunidades para a origem da vida em lagos abertos onde há um acúmulo de minerais.  Em 2010, com base na análise espectral do mar e da água mineral quente, Ignat Ignatov e Oleg Mosin demonstraram que a vida pode ter se originado predominantemente na água mineral quente. Água mineral quente que contenha íons hidrogenocarbonato (bicarbonato) e cálcio tem o alcance mais otimizado.  Este caso é semelhante à origem da vida em fontes hidrotermais, mas com hidrogenocarbonato e íons de cálcio em água quente.  No pH de 9–11, as reações podem ocorrer na água do mar.  De acordo com Melvin Calvin, certas reações de condensação-desidratação de aminoácidos e nucleotídeos em blocos individuais de peptídeos e ácidos nucleicos podem ocorrer na hidrosfera primária com pH 9–11 em um estágio evolutivo posterior.  Alguns desses compostos como ácido cianídrico (HCN) tem sido comprovados em experimentos de Miller.  Este é o ambiente em que os estromatólitos tem sido criados.  David Ward descreveu a formação de estromatólitos em água mineral quente no Parque Nacional de Yellowstone.  Em 2011, Tadashi Sugawara criou uma protocélula em água quente.

### Mundo ferro–enxofre

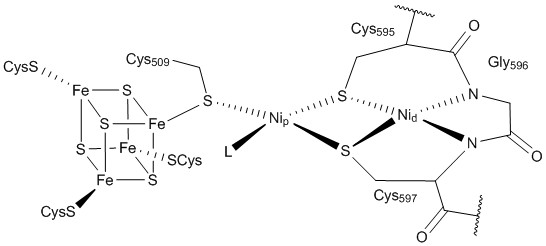
O sítio ativo da enzima acetil-CoA sintase, parte da via acetil-CoA, contém aglomerados de níquel-ferro-enxofre.

### Primeira proteína que condensa substratos durante o ciclo térmico: termossíntese

As células de convecção em fluido colocadas em um campo gravitacional são auto-organizadas e permitem o ciclo térmico dos conteúdos suspensos no fluido, como protocélulas contendo protoenzimas que atuam no ciclo térmico.